# The Alan Parsons Project
The Alan Parsons Project var en brittisk musikgrupp inom den progressiva rocken, bildad 1975 i London av producenten Alan Parsons och låtskrivaren/sångaren Eric Woolfson. Gruppen var aktiv fram till 1990.

## Historia
Alan Parsons (född 20 december 1948 i London) var assisterande tekniker på The Beatles album Abbey Road, och under inspelningen av the Beatles takkonsert. Under tidigt 1970-tal arbetade han som tekniker på flera av Paul McCartneys album. Störst uppmärksamhet fick han för sitt arbete med Pink Floyds The Dark Side of the Moon. Som producent hade Parsons stora framgångar. Främst med den skotska gruppen Pilot, men han producerade också artister som The Hollies, Al Stewart och John Miles. 
1975 mötte Parsons låtskrivaren Eric Woolfson. Tillsammans skapade de albumet Tales of Mystery and Imagination, baserat på författaren Edgar Allan Poes verk med samma namn. Albumet blev det första av tio under namnet The Alan Parsons Project. Namnet var från början bara tänkt att beskriva albumet, men kom snart att bli gruppens namn.  
Alan Parsons Project skilde sig från andra grupper genom att de använde olika studiomusiker och studiosångare till varje album. Dock återkom flera musiker och sångare och en kärna utkristalliserades snart, bestående av Stuart Elliott (trummor), David Paton (basgitarr), Ian Bairnson (gitarr), arrangören Andrew Powell och sångare som Chris Rainbow, Lenny Zakatek och John Miles. Från och med 1980 sjöng även Eric Woolfson på de flesta albumen och det är också hans röst som hörs på flera av gruppens största hits.
Som kompositörer angavs alltid Woolfson-Parsons, trots att Woolfson var den huvudsaklige låtskrivaren. Parsons var producenten och, som Woolfson har beskrivit det, ”skeppets kapten”.
Gruppens album kännetecknades av starka koncept om till exempel Edgar Allan Poe (Tales of Mystery and Imagination), arkitekten Antoni Gaudi, spelberoende (The Turn of a Friendly Card) och livets gåtor (Eye in the Sky). Titelspåret på Eye in the Sky blev gruppens framgångsrikaste singel. I USA nådde den upp till nummer 3 på Billboard-listan. Andra hits är "Don't Answer Me", "Old and Wise", "Time", "I Wouldn't Want To Be Like You" och "Games People Play".
Under arbetet med det som skulle bli gruppens elfte album, blev de långvariga konflikterna mellan Parsons och Woolfson till sist så stora att gruppen splittrades. Woolfson ville arbeta med musikaler, medan Parsons ville turnera, något som gruppen inte gjort tidigare.
Albumet, Freudiana (inspirerat av den österrikiske psykoanalytikern Sigmund Freud), gavs ut 1990 men utan någon artistangivelse. Woolfson utvecklade Freudiana till en musikal som senare sattes upp i Wien. Därefter har Woolfson gjort musikal av Gaudi och The Turn of a Friendly Card (under namnet Gambler). 2004 kom musikalen Poe, en fristående fortsättning på Tales of Mystery and Imagination.
Alan Parsons har fortsatt ge ut skivor under eget namn. Han har också turnerat världen över, bland annat med flera av de musiker som spelade på Alan Parsons Projects album, till exempel Ian Bairnson och Stuart Elliott som också skrivit flera låtar på Parsons soloalbum. 2004 flyttade Parsons till USA och har sedan dess arbetat med amerikanska musiker, bland annat sångaren och låtskrivaren P J Olsson. På albumet A Valid Path samarbetade Parsons med en lång rad olika artister och band, främst inom genren electronica. Gamle vännen David Gilmour från Pink Floyd medverkar också på ett spår, Return to Tunguska. På detta album gör Parsons även debut som sångare.
Under 2007–2008 har samtliga album återutgivits, då kompletterat med ett antal hittills outgivna låtar, demor och annat tidigare outgivet material.

## Diskografi

### Alan Parsons Project
- Tales of Mystery and Imagination (1976)
- I Robot (1977)
- Pyramid (1978)
- Eve (1978)
- The Turn of a Friendly Card (1980)
- Eye in the Sky (1982)
- Ammonia Avenue (1984)
- Vulture Culture (1985)
- Stereotomy (1985)
- Gaudi (1987)

### Alan Parsons solo
- Try Anything Once (1993)
- Live (1995)
- On Air (1997)
- The Time Machine (1999)
- A Valid Path (2004)

### Eric Woolfson solo
- Freudiana (1991) (musikalsoundtrack, känt som Black Freudiana)
- Gaudi (1996)
- Gambler (1997)
- Poe: More Tales of Mystery and Imagination (2003)
- Eric Woolfson Sings The Alan Parsons Project That Never Was  (2009)